# دانلد استیلو
دانلد استیلو، معروف به دان استیلو (زادهٔ ۱۹۴۱)، زبان‌شناس آمریکایی متخصص زبان‌های ایرانی است. او در دانشکدهٔ زبان‌شناسی مؤسسهٔ ماکس پلانک در امور علوم تاریخ انسان فعال بوده است.
استیلو پیشگام گویش‌شناسی خانوادهٔ زبان‌های ایرانی بوده و کار او به کار میدانی و نظریِ زبان‌شناسی در این زمینه شکل داده است. او در زمینهٔ زبان‌های فارسی، تاتی، وَفسی، ارمنی، آذری باستان، گیلکی، آرامی، و بسیاری از دیگر زبان‌ها مطالعات خود را منتشر کرده است. استیلو در دانشگاه‌های جرج‌تاون، یوسی‌ال‌اِی، شهری نیویورک، واشینگتن، آکادمی علوم گوتینگتن، و مؤسسه ماکس پلانک در امور علوم تاریخ انسان تدریس و پژوهش کرده است. او دارای دکتریِ زبان‌شناسی از دانشگاه میشیگان با تمرکز بر زبان‌های ایرانی است. استیلو از زمان بازنشستگی در سال ۲۰۱۱ در هلند زندگی می‌کند و به نوشتن در زمینهٔ زبان‌های ایرانی و ترکی ادامه می‌دهد. انجمن آموزگاران فارسی آمریکا، در سال ۲۰۱۴، به پاس دهه‌ها خدمت به زمینه‌های فارسی و زبان‌های ایرانی، جایزهٔ دستاورد عمر خود را به دان استیلو اعطا کرد.